# دانى بوترفيلد
دانى بوترفيلد (بالإنجليزية: Danny Butterfield)‏ (21 نوفمبر 1979 ببوسطن في المملكة المتحدة - ) هو لاعب كرة قدم بريطاني في مركز الدفاع. لعب مع بولتون واندررز وتشارلتون أثلتيك وغريمسبي تاون وكريستال بالاس ونادي ساوثهامبتون ونادي كارلايل يونايتد ونادي إكزتر سيتي.

## وصلات خارجية
- دانى بوترفيلد على موقع قاعدة بيانات كرة القدم.إي يو (الإنجليزية)
- دانى بوترفيلد على موقع Soccerbase.com (لاعب) (الإنجليزية)
- دانى بوترفيلد على موقع عالم كرة القدم.نت (الإنجليزية)
- دانى بوترفيلد على موقع AS.com (الإسبانية)